# Parish of Saint George (Antigua und Barbuda)
Die Parish of Saint George, auch St. Georges Parish, meist kurz St. George, ist eine Parish des karibischen Inselstaates Antigua und Barbuda.

## Geographie
Die Parish liegt im Norden der Insel Antigua.  Sie erstreckt sich etwa 9 km Nord–Süd entlang des North Sound ins Landesinnere der Central Plains und etwa 3 km West–Ost von den Vororten von Saint John’s bis an die Küste. Mit 24 km² ist sie die kleinste der Parishes der Insel; sie umfasst etwa 5,4 % der Landfläche des Staates und 8,5 % der Insel Antigua.
Zur Volkszählung 2011 hatte die Parish Saint George 8055 Einwohner, rund 9,5 % der Einwohner Antiguas wie auch des 
Gesamtstaats. Zur Parish gehören 2932 Haushalte, in denen durchschnittlich je 2,7 Personen leben, geringfügig unter dem Landesdurchschnitt von 2,8 (alle Angaben in diesem Absatz für 2011). Die Bevölkerungsdichte ist mit rund 336 Einwohnern pro Quadratkilometer im Vergleich zum Landesdurchschnitt wie auch für die Hauptinsel Antigua sehr hoch (Antigua und Barbuda gesamt etwa 193, Insel Antigua knapp 300 E/km²), die zweithöchste des Landes nach der Parish of St. John.
Die Parish hat keinen eigentlichen Hauptort oder regionales Zentrum; die wichtigeren Orte sind Piggotts als größter Ort und Verkehrsknoten sowie Coolidge mit Hafen und Flughafen.

## Geschichte
Die Parishes sind die obersten Verwaltungseinheiten des Staats Antigua und Barbuda, sie stellen die im angelsächsischen Raum als ländliche Verwaltungsgliederung verbreiteten historischen Pfarrsprengel dar. Die Hauptkirche dieses Parish war die heutige Kirche St. George’s Rectory in Fitches Creek. Ursprünglich hatte die Insel nur fünf Pfarren; St. George’s wurde 1725 von St. Peter’s (bei Parham) eigenständig.
Historisch gehörte die Region zur New North Sound Division. Diese und die westlichen Teile der Old North Sound Division wurden 1873 auch verwaltungsmäßig als „Parish of Saint George“ bestätigt (Parish Boundaries Act).
Der Raum war Farmland, anfangs für Tabak-, dann für Zuckerrohrplantagen. Um 1856, kurz nach Abschaffung der Sklaverei, umfasste die Parish die Anwesen (Estates) Mount Lucie, Donovans, North Sound, Carlisles, Millars, Barnacle Point, Fitches Creek, Weirs, High Point, Date Hill, Giles Blizards, Judge Blizards, Gravenors, Nibbs, Winthropes, Paynters, Gunthorpes – die Farmen gab es als Ortslagen durchweg bis in die 1950er, teils bis heute, sonst wurden sie Kern einer Siedlung – sowie die Orte Winthropes Village (abgekommen), Barnes Hill, Saint Marks (nach der dortigen anglikanischen Kirche), Osborns Farm und Sea View Farm.
Die Urbanisierung setzte erst nach dem Zweiten Weltkrieg ein, als hier die Coolidge Air Force Base (heute Flughafen V.C. Bird) errichtet wurde, und die Zuckerindustrie zusammenbrach – zuerst schlossen die privaten Plantagen, 1972 auch die staatlich-genossenschaftliche Antigua Sugar Factory. Heute gehört der Zentralraum der Parish schon zum suburbanen Umfeld der Hauptstadt St. John’s, der Norden ist Gewerbegebiet (Flughafenumgebung, Texaco Docks) und Standort der US-Militärbasis Camp Blizzard mitsamt zwei Hochschulen. Die Bevölkerung nahm zwischen 2001 und 2011 um 20,7 % zu, womit das Bevölkerungswachstum deutlich über dem Landesdurchschnitt von 11,3 % lag.
| Kgr. England | Kgr. England | Kgr. England | Kgr. England | Kgr. England | Antigua und Barbuda | Antigua und Barbuda | Antigua und Barbuda | Antigua und Barbuda |
| 1821         | 1844         | 1851         | 1856         | 1970         | 1984                | 1991                | 2001                | 2011                |
| 3580         | 3645         | 2934         | 3808         | 4421         | 4777                | 4473                | 6673                | 8055                |
| –            | –            | –            | 1120         | 1144         | 1385                | 1420                | 1822                | 2932                |

Zeitreihen nur bedingt vergleichbar
Bevölkerung:
1. ↑  davon 91 Weiße, 68 freie „Farbige“
2. ↑  in Ortschaften: 2200, auf Landgütern: 1608; Schwarze: 3300, Weiße: 176; „Farbige“: 332

Haushalte:
1. ↑  Behausungen in Orten: 560; Behausungen auf Landgütern (insg. 17): 526 bewohnte und 34 unbewohnte
2. ↑  basierend auf der Tabulated Population, die niedriger als die Gesamtbevölkerung ist
3. ↑  basierend auf der Tabulated Population, die deutlich niedriger als die Gesamtbevölkerung ist

## Verwaltungsgliederung und Orte
Es gibt keine weitere explizite Verwaltungsgliederung, doch werden die Parishes amtlich-statistisch in Zählbezirke (englisch enumeration districts) gegliedert. Diese entsprechen den Ortsteilen (Quartieren) und Ortslagen der größeren Orte bzw. den kleineren Orten direkt. Allerdings sind diese Zählbezirke, abhängig von der Bevölkerungsentwicklung, Veränderungen hinsichtlich ihrer Anzahl und Ausdehnung unterworfen.
Außerdem sind Wahlbezirke (englisch constituencies) definiert, wobei der Bezirk St. George (Nr. 12) den Nordteil und auch Potters, Jonas und den Ostteil von Scotts Hill (alle in der Parish of St. John) umfasst; der Südosten der Parish of Saint George gehört zum Wahlbezirk St. Peter (Nr. 13), der Süden zum Wahlbezirk All Saints West (Nr. 11). Dort werden auch Villages explizit genannt.
| Ort                             | Village          | EW (2001) | E.D., Name (N) (EW 2001)                                                                                | C.    |
| ------------------------------- | ---------------- | --------- | --- | ----- |
| New Winthorpes                  | New Winthorpes   | 882       | 40100 North (210); 40200 South (400); 40300 East (272)                                                  | 12    |
| Barnes Hill                     | Barnes Hill      | 798       | 40400 School (431); 40500 East (367)                                                                    | 12    |
| Piggotts                        | Pigotts, Osborne | 1478      | 40600 School (219); 40700 Hill (404); 40800 St. Mary’s (329); 40900 Moravian (232); 41000 Central (294) | 12    |
| Sea View Farm                   | Sea View Farm    | 837       | 41100 South (221); 41200 Zion (362); 41300 Central (254)                                                | 11    |
| Renfrew                         |                  | 337       | 41400                                                                                                   | 11    |
| Upper Lightfoot                 |                  | 510       | 41501 1 (104); 41502 2 (406)                                                                            | 13/11 |
| Sugar Factory (Gunthorpes) (Wr) |                  | 925       | 41601 1 (300); 41602 2 (625)                                                                            | 13    |
| Carlisle                        |                  | 358       | 41700                                                                                                   | 12    |
| Fitches Creek                   |                  | 151       | 41800                                                                                                   | 13    |
| Coolidge                        | Powells          | 317       | 41900                                                                                                   | 12    |
| Airport                         |                  | 82        | 42000                                                                                                   | 12    |

(N) Amtlicher Name des Zählbezirks ist mit vorgestelltem Ort. Die Namen sind in eine leserliche Schreibweise übergeführt, im Census 2001 sind sie zu CamelCaps zusammengezogen.
(Wr) mit Weirs